# NGC 3347
NGC 3347 је спирална галаксија у сазвежђу Шмрк (Пумпа) која се налази на NGC листи објеката дубоког неба.
Деклинација објекта је - 36° 21' 12" а ректасцензија 10h 42m 46,6s. Привидна величина (магнитуда) објекта NGC 3347 износи 11,4 а фотографска магнитуда 12,2. Налази се на удаљености од 31,562 милиона парсека од Сунца. NGC 3347 је још познат и под ознакама ESO 376-13, MCG -6-24-7, PGC 31926.